# 6882 Sormano
Sormano (asteróide 6882) é um asteróide da cintura principal, a 2,2987864 UA. Possui uma excentricidade de 0,0993354 e um período orbital de 1 489,33 dias (4,08 anos).
Sormano tem uma velocidade orbital média de 18,64339351 km/s e uma inclinação de 14,4024º.
Este asteróide foi descoberto em 5 de Fevereiro de 1995 por Piero Sicoli, Valter Giuliani.